# Adolf Stöhr

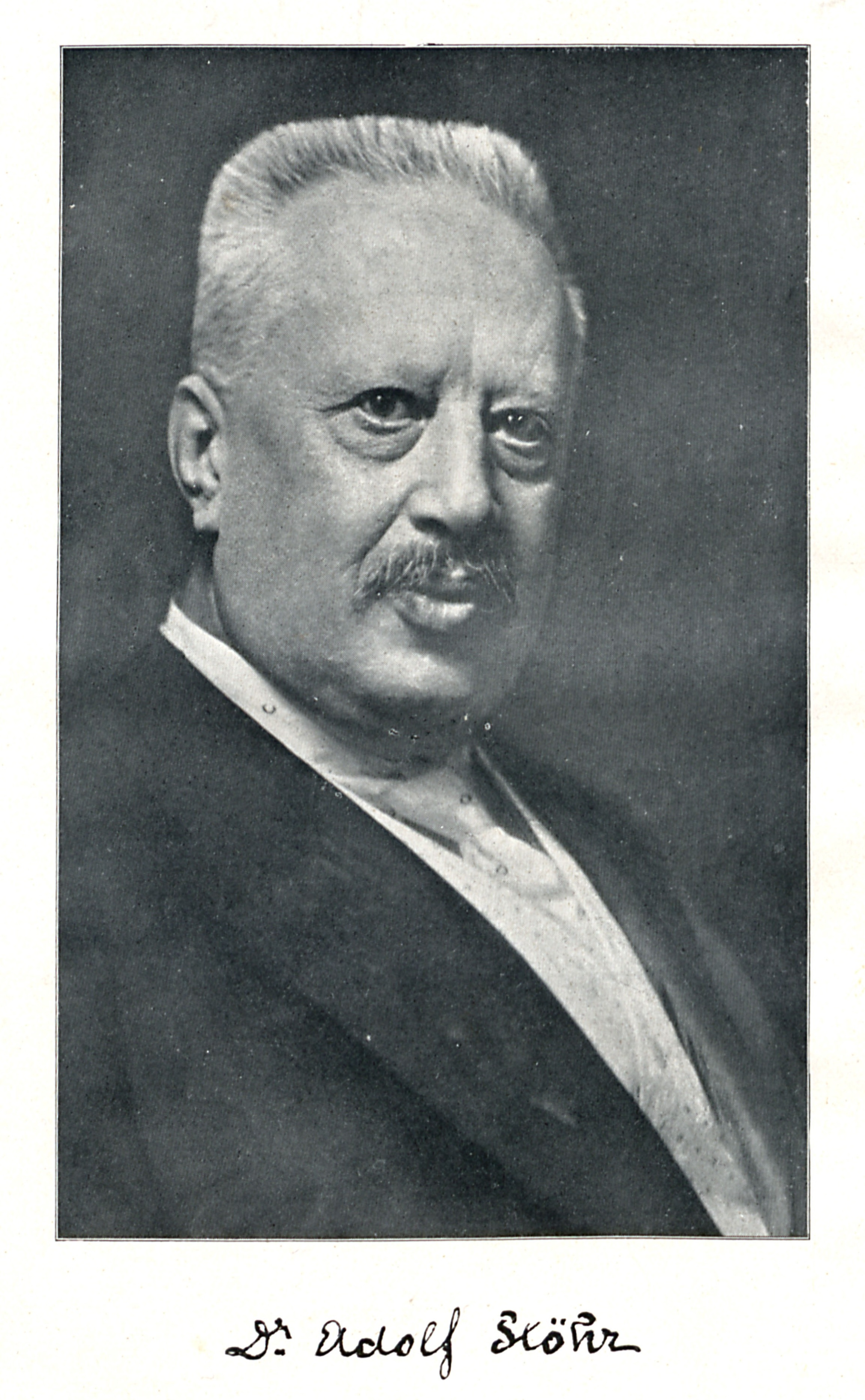
Adolf Stöhr (Fotograf und Datum unbekannt)

Adolf Stöhr (* 24. Februar 1855 in St. Pölten, Kaisertum Österreich; † 10. Februar 1921 in Wien) war ein österreichischer Philosoph und Psychologe.

## Leben und Wirken
Stöhr war Hochschullehrer an der Universität Wien. Er beschäftigte sich wissenschaftlich mit den Themen der Logik, der Metaphysik und der Sprachphilosophie.
Stöhrs Tochter Rafaela war mit dem Freimaurer Kurt Reichl verheiratet, der nach dem Tod Stöhrs seinen Nachlass verwaltete.
Stöhr ruht in einem ehrenhalber gewidmeten Grab auf dem Döblinger Friedhof (Gruppe MO, Nummer 91).
Er war Mitglied der Wiener Burschenschaft Thuringia.

## Veröffentlichungen
- Philosophische Konstruktionen und Reflexionen, 1974 (postum)
- Lehrbuch der Logik in psychologisierender Darstellung, 1910
- Philosophie der unbelebten Materie, 1907
- Zur Hypothese der Sehstoffe und Grundfarben, 1898
- Die erste Volkshochschule, 1965 (postum)
- Letzte Lebenseinheiten und ihr Verband in einem Keimplasma, vom philosophischen Standpunkte, 1897
- Philosophie der unbelebten Materie: Hypothetische Darstellung der Einheit des Stoffes und seines Bewegungsgesetzes, 1907
- Zur nativistischen Behandlung des Tiefensehens, 1892
- Umriss einer Theorie der Namen, 1889